# واداني
حزب أرض الصومال الوطني (بالصومالية: Xisbiga Waddani)‏، يُشار إليه أحيانًا باسم حزب واداني (بمعنى «الحزب الوطني»، ويُعرف اختصارًا باسم «الوطني» أو «واداني» في الصومالية)، وهو حزب سياسي في صوماليلاند. أسس الحزب عبد الرحمن محمد عبد الله في عام 2012، قبل الانتخابات البلدية الثانية في وقت لاحق من ذلك العام.
الحزب شعبوي. وفقًا لـEurope Elects [الإنجليزية]، ومن الناحية الاقتصادية، فهو يميل إلى اليسار المعتدل، ويدافع عن إنشاء نظام رعاية صحية شامل، والاستثمار العام ومضاعفة الموارد في التعليم. وهو حزب تقدمي في القضايا المتعلقة بحقوق الأقليات والحريات الأساسية، مثل اقتراح نصاب 30٪ من النساء في البرلمان. كما يدعم الحزب المزيد من اللامركزية. ومع ذلك، يولي الحزب أهمية كبيرة للتراث الأخلاقي والثقافي الإسلامي، ويعتزم إعطائه مكانة أكثر أهمية في نظام التعليم وفي سن القوانين. السياسة الاقتصادية والدبلوماسية للحزب هي أيضًا أكثر قومية من سياسة منافسيه، وهذه القومية تنطبق أيضًا على قضايا الدفاع، حيث يعد الحزب بزيادة التمويل المخصص للجيش.